# Балевич, Лазар
Ла́зар Бале́вич (серб. Lazar Balević, род. 24 августа 2007, Крушевац) — сербский футболист, вратарь клуба «Напредак».

## Карьера

### Клубная
Воспитанник клуба «Напредак». Дебютировал за основную команду 14 апреля 2024 года, выйдя в стартовом составе против клуба «Радник» Сурдулица (0:2) в матче 30-го тура сербской Суперлиги. 29 сентября 2024 года впервые во взрослой карьере оставил ворота в неприкосновенности, сыграв вничью с «Текстилацем» (0:0).

### В сборной
Вызывался в юношескую сборную Сербии (до 18), но на поле не выходил.